# Eugène Pospolitaki
Evgeni Ivanovitch Pospolitaki (en russe : Евгений Иванович Посполитаки, né à Temriouk en Russie en 1852 et mort probablement à Saint-Pétersbourg vers 1915) est un peintre russe.

## Biographie
Eugène Pospolitaki voit le jour en 1852 à Temriouk, ville du kraï de Krasnodar dans le Sud-Ouest de la Russie. Son père, Alexandre Pospolitaki, sergent dans l’armée, est un grand propriétaire terrien. 

### Origines
Le jeune Eugène suit une formation d’ingénieur en génie civil et bâtiment, avant de se tourner vers l’art.  
Alors qu’en France apparaît progressivement l’impressionnisme, la Russie voit naître le mouvement des Peredvijniki, peintres dits « ambulants ». Dès 1863, ce mouvement encourage l’organisation d’expositions itinérantes à travers la Russie, promouvant l’art indépendant russe et contestant l’enseignement académique. Les ambulants veulent faire connaître et apprécier l’art russe dans une société aux inégalités criantes. C’est dans ce contexte artistique mouvementé et en pleine mutation que Pospolitaki entre, en 1873, à l’Académie des beaux-arts de Saint-Pétersbourg.
À la fin de ses études, l’étudiant diplômé se rend à Moscou entre 1875 et 1879. Il ne reste que peu de traces du bref séjour du peintre dans la capitale, si ce n’est qu’il vend en 1877 un tableau à la galerie Tretiakov intitulé Vers la soirée. Cette œuvre réapparait dans le catalogue de la galerie en 1903.

### Pospolitaki à Paris
Eugène part pour Paris en 1880. La France est un des hauts lieux de la peinture, attirant de nombreux artistes étrangers, en particulier les boursiers de l’Académie des beaux-arts de Saint-Pétersbourg. Pospolitaki n’est pas boursier, mais il part pour cette France que beaucoup considèrent comme une étape essentielle dans la carrière d’un artiste. Les artistes russes se passionnent pour les changements de lumière et les couleurs, comme l’offrent la Normandie et la Bretagne. Ces paysages ne sont pas non plus sans rappeler leur patrie et la mer Baltique. On peut supposer que Pospolitaki soit passé par la côte française, comme en témoignent de nombreuses esquisses peintes sur de petits panneaux. De ce voyage en France, Pospolitaki retiendra la subtilité des couleurs, l’atmosphère humide proche de celle de Saint-Pétersbourg. 
Pospolitaki participera pendant une petite dizaine d’années, au Salon d’Amateurs d’Art à Moscou. Viktor Vasnetsov, Isaac Levitan et Valentin Serov comptent parmi les peintres exposant régulièrement lors de ces Salons. On retrouve d’ailleurs une parenté dans la touche de Valentin Serov, lui aussi issu de l’Académie des beaux-arts de Saint-Pétersbourg, et Pospolitaki, comme le révèle l’œuvre de Serov, La Mer Blanche, datée de 1894.

### Expositions et enseignement
L’année 1889 est synonyme de consécration dans la carrière parisienne pour Pospolitaki. Il expose Sommet de l’Elbrouss, à l’Exposition universelle de Paris, pour lequel il obtient la Mention Honorable. Le succès de Pospolitaki s’inscrit dans les années fastes de la culture russe à Paris. Les ballets russe et les compositeurs sont très en vogue à cette époque. 
En 1892 il présente à la XIIe exposition périodique de la Société Moscovite des Beaux-Arts son tableau La montagne Uzhba (Caucase). Le thème des grands espaces caucasiens est particulièrement cher à Pospolitaki. Il y reviendra de nombreuses fois au cours de sa carrière, peignant les larges massifs rocheux, les prairies de montagnes, s’attardant parfois sur des villages à l’architecture typiquement caucasienne.
Eugène Pospolitaki part en 1893 pour Ekaternidodar et enseigne dans la première Académie de peinture pour femmes. Parallèlement à son activité d’enseignement et grâce à l’héritage de son père, Pospolitaki fonde la première école privée de dessin au rez-de-chaussée de sa maison. L’école sera reprise en 1905 par le meilleur élève de Pospolitaki, Stupnikov. Ainsi Pospolitaki repart pour Paris, accompagné de ses enfants. À Paris, il s’essaie à la critique d’art. 
Quatre ans plus tard, à nouveau en Russie, il expose une série de paysages du Caucase à la IVe exposition de peinture de la Société des artistes sans parti de Saint-Pétersbourg. 
De retour à Paris en 1911, le peintre peint La Tour Clovis (Paris). On y aperçoit le monument gothique, ancienne tour de l’abbaye Sainte-Geneviève, peinte depuis l’arrière du Panthéon. À l’arrière du tableau, une étiquette mentionnant le 4e Salon du mobilier, section Beaux-Arts, Grand Palais des Champs-Élysées. Ce tableau se trouve actuellement à la galerie Michel Caboste à Paris.
Les dernières années de Pospolitaki sont peu documentées. Il aurait vécu à Saint-Pétersbourg et y serait mort en 1915.

## Œuvres
- La Tour Clovis (Paris), 1911. Galerie Michel Caboste, Paris.